# Їньчуань
Їньчуань — місто в Китаї, адміністративний центр Нінся-Хуейського автономного району. В давнині Їньчуань був столицею держави тангутів — Сі Ся. Назва міста означає «Срібна річка».

## Географія
Їньчуань розташований на півночі Нінся-Хуейского АР, між річкою Хуанхе та гірським хребтом Хеланьшань, поблизу пустелі Гобі. Місто практично розділене на дві частини, округ Сіся на заході, біля якого побудовано залізничну станцію, та Старе Місто, вісім кілометрів на захід від нього.

### Клімат
Місто знаходиться у зоні, котра характеризується кліматом пустель помірного поясу. Найтепліший місяць — липень із середньою температурою 23.3 °C (74 °F). Найхолодніший місяць — січень, із середньою температурою -7.2 °С (19 °F).
| Клімат Їньчуані         | Клімат Їньчуані | Клімат Їньчуані | Клімат Їньчуані | Клімат Їньчуані | Клімат Їньчуані | Клімат Їньчуані | Клімат Їньчуані | Клімат Їньчуані | Клімат Їньчуані | Клімат Їньчуані | Клімат Їньчуані | Клімат Їньчуані | Клімат Їньчуані |
| Показник                | Січ.            | Лют.            | Бер.            | Квіт.           | Трав.           | Черв.           | Лип.            | Серп.           | Вер.            | Жовт.           | Лист.           | Груд.           | Рік             |
| Абсолютний максимум, °C | 15              | 17              | 22              | 34              | 36              | 38              | 36              | 37              | 32              | 26              | 24              | 14              | 38              |
| Середній максимум, °C   | −1              | 2               | 9               | 17              | 23              | 26              | 28              | 26              | 22              | 15              | 6               | 0               | 15              |
| Середня температура, °C | −7              | −2              | 3               | 11              | 17              | 21              | 23              | 22              | 17              | 10              | 1               | −5              | 9               |
| Середній мінімум, °C    | −13             | −9              | −2              | 5               | 11              | 16              | 18              | 16              | 11              | 3               | −2              | −10             | 3               |
| Абсолютний мінімум, °C  | −25             | −22             | −16             | −6              | −2              | 7               | 11              | 10              | 0               | −8              | −13             | −23             | −25             |
| Днів з опадами          | 4               | 5               | 5               | 7               | 9               | 12              | 14              | 14              | 11              | 8               | 3               | 2               | 94              |
| Днів з дощем            | 0               | 1               | 3               | 7               | 9               | 12              | 14              | 14              | 11              | 8               | 2               | 0               | 81              |
| Днів зі снігом          | 4               | 4               | 3               | 0               | 0               | 0               | 0               | 0               | 0               | 0               | 2               | 2               | 15              |
| ----------------------- | --------------- | --------------- | --------------- | --------------- | --------------- | --------------- | --------------- | --------------- | --------------- | --------------- | --------------- | --------------- | --------------- |
| Джерело: Weatherbase    |                 |                 |                 |                 |                 |                 |                 |                 |                 |                 |                 |                 |                 |

## Населення
Населення самого міста становить 486696 жителів (2007). Муніципалітет Їньчуані в 2004 році налічував 1 329 600 жителів. Густина населення становила 167,58 людей/км². Етнічний склад, за даними на 2000 рік, представлений у таблиці.
| Національність | Чисельність | в %     |
| -------------- | ----------- | ------- |
| Ханьці         | 925.991     | 78,63 % |
| Хуейцзу        | 233.066     | 19,79 % |
| Маньчжури      | 13.607      | 1,16 %  |
| Монголи        | 2.662       | 0,23 %  |
| Інші           | 2.287       | 0,19 %  |

## Економіка
За даними 2003-го року ВВП на душу населення досягав 11975 юанів (1450 US$). Таким чином, за економічним розвитком Їньчуань займав 197-е місце серед 659 міст Китаю. Основу економіки міста складають сільське господарство та харчова промисловість, також є невеликі підприємства текстильного та машинобудівного напрямку.

## Транспорт
З 1958 року через Їньчуань пройшла залізнична лінія, що сполучає столицю провінції Ганьсу місто-мільйонер Ланьчжоу з індустріальним центром Внутрішньої Монголії містом Баотоу. У східному напрямку від міста, на річці Хуанхе, знаходиться порт Їньчуань — Хенчен. Також є аеропорт.

## Історія
Їньчуань був заснований в першому столітті н. е. під назвою Фупін. В 907 році місто було захоплене тангутською династією Сі Ся і стало його столицею.
В 1205 році починаються напади на державу Сі Ся монголами, що об'єдналися під владою Чингісхана; через монгольські набіги в 1209 році тангути переносять столицю своєї держави в Хара-Хото. В 1226—1227 рр. в ході кровопролитної війни війська Чингісхана розгромили державу Сі Ся; при цьому в 1227 вони спочатку оволоділи нинішнім Їньчуанем, а потім і новою столицею тангутської держави (відразу після її падіння помер і Чингісхан).
Після створення Хубілаєм імперії Юань, місто отримує назву Нінся і стає центром однойменної префектури (Фу). В 1731 році він сильно постраждав від потужного землетрусу, магнітуда якого склала 8,0 одиниць.
В 1928-ому році, коли республіканською владою була сформована провінція Нінся, Їньчуань стає її столицею. В 1958-ому році провінція Нінся перетворилася на Нінся-Хуейский автономний район з центром у Їньчуані.

## Визначні місця, туризм
Серед визначних місць виділяють мавзолеї тангутских царів (кит.: 西夏王陵), пагоди-близнюки Байсикоу (кит.: 拜寺口双塔, Zwillingspagoden von Baisikou), хеланьшаньські петрогліфи, зоопарк Їньчуань, пагоду Хайбао (Сіта), яку було збудовано в V ст. і відновлено в 1771 році, а також сучасну міську мечеть. Неподалік від міста є ділянка Великого Китайського Муру.
З 2000-го року в Їньчуані проходить міжнародний фестиваль автомототуризму, найбільший у Китаї.